# Xylopia paniculata
Xylopia paniculata este o specie de plante angiosperme din genul Xylopia, familia Annonaceae, descrisă de Arthur Wallis Exell. Conform Catalogue of Life specia Xylopia paniculata nu are subspecii cunoscute.